# Nasoona
Nasoona és un gènere d'aranyes araneomorfes de la subfamília Erigoninae, dins de la família Linyphiidae.
Fou descrit per primera vegada per G. H. Locket l'any 1982.
Es poden trobar a l'Est i, sud-est d'Àsia i a Sud-amèrica.
És sinònim de Chaetophyma Millidge, 1991 i Gorbothorax Tanasevitch, 1998

## Llista d'espècies
Segons The World Spider Catalog 12.0:
- Nasoona chrysanthusi Locket, 1982
- Nasoona coronata (Simon, 1894)
- Nasoona crucifera (Thorell, 1895)
- Nasoona locketi Millidge, 1995
- Nasoona nigromaculata Gao, Fei & Xing, 1996
- Nasoona prominula Locket, 1982
- Nasoona silvestris Millidge, 1995